# Requin-bouledogue
Carcharhinus leucas
Espèce
Répartition géographique
Statut de conservation UICN

 VU  : Vulnérable
Le requin-bouledogue ou requin du Zambèze (Carcharhinus leucas) est une espèce de requins de la famille des Carcharhinidés.
Il est pêché pour sa chair, son cuir ou son foie. En novembre 2020, il est estimé que l'espèce a perdu entre le tiers et la moitié de ses effectifs en trois générations ; elle est donc évaluée par l'Union internationale pour la conservation de la nature comme espèce « vulnérable ».

## Description et caractéristiques

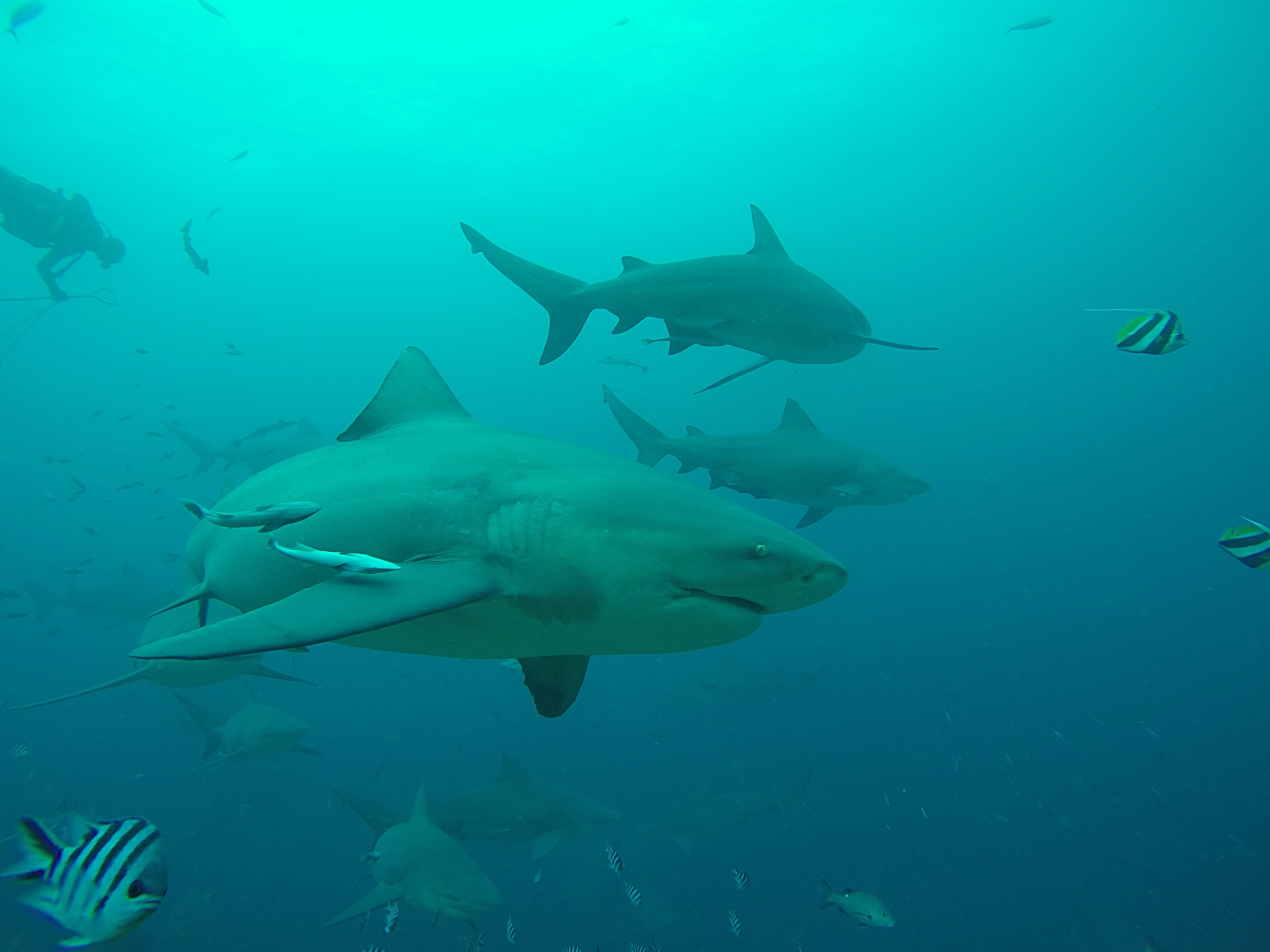
En groupe.

Sa taille maximale est de 3,40 m de longueur pour 220 kg, bien que le plus gros spécimen péché atteigne 4 m de long. Son dos est gris ou brun olive avec l'extrémité des nageoires un peu plus foncée et son ventre est blanchâtre. Il tient son nom de son apparence massive, trapue, lourde et vigoureuse et de son museau aplati et court. Selon les études, on avance une durée de vie de 14 ans voire de 20 ans, mais un âge maximal de 32 ans est également évoqué.
On le confond souvent avec le requin-taureau (sand tiger shark), car le nom vernaculaire anglais du requin-bouledogue est bull shark, ce qui se traduit littéralement par « requin taureau » et prête donc à confusion.

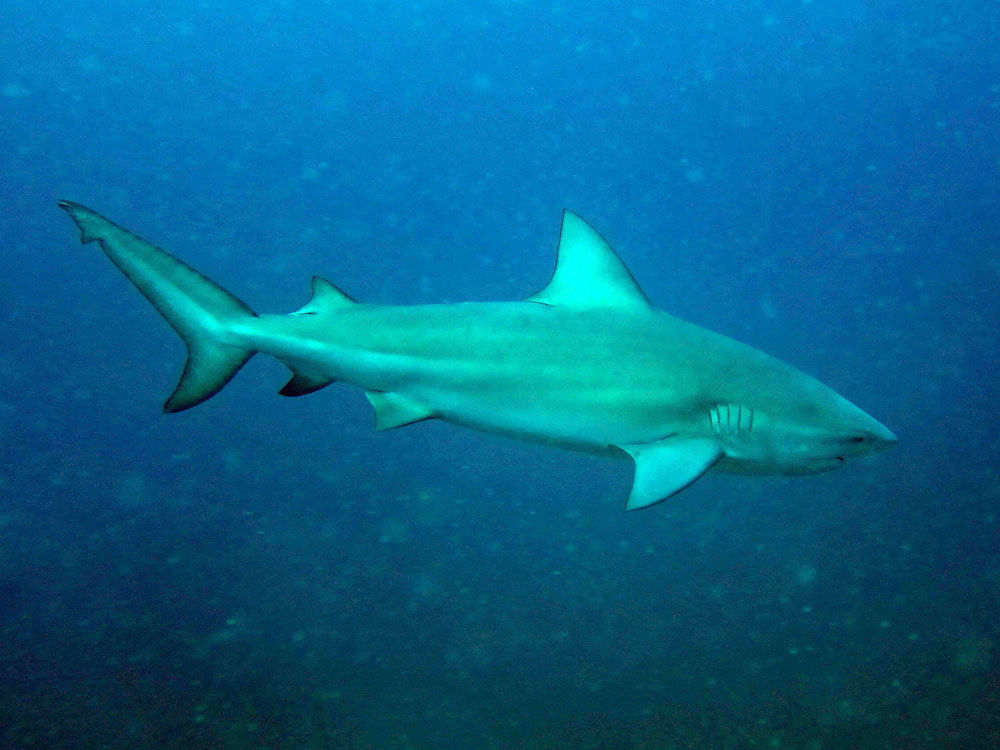
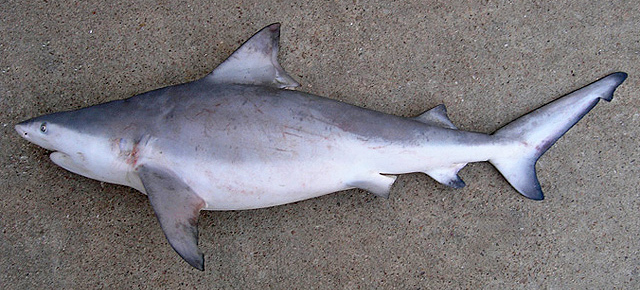
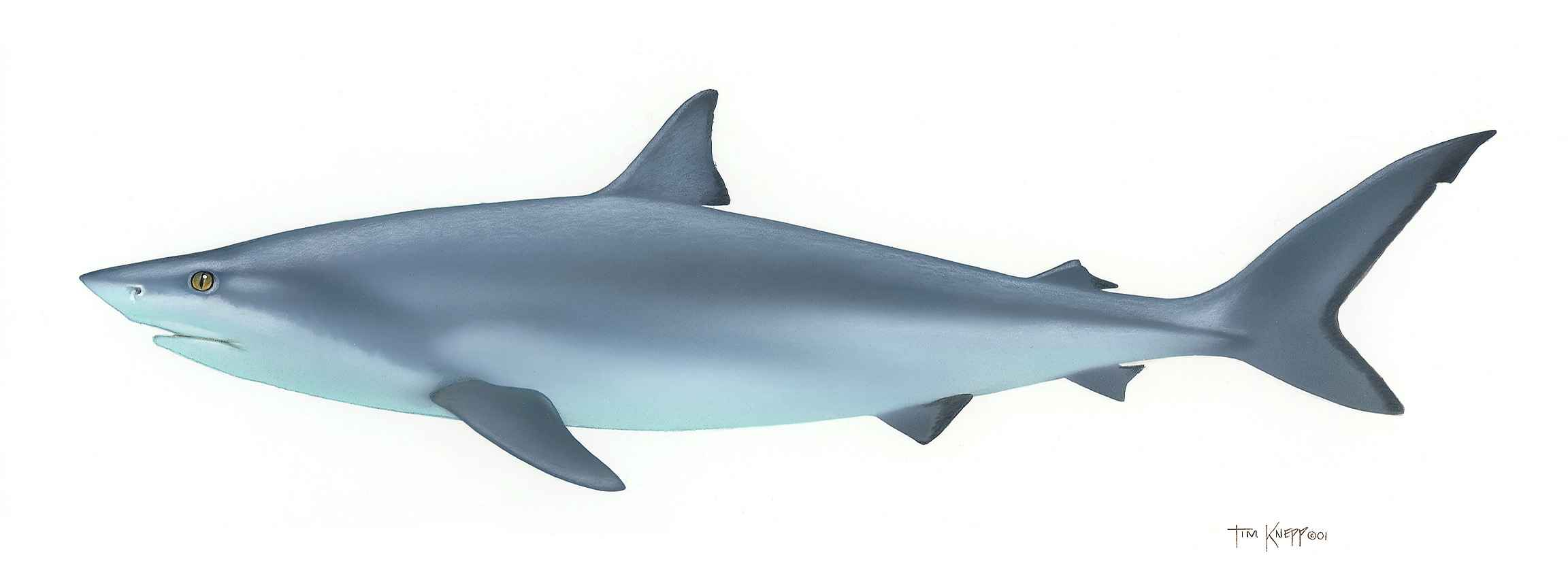
Silhouette

## Habitat et distribution
Le requin-bouledogue se rencontre sur les côtes de toutes les mers tropicales et subtropicales du monde. Il est fréquent dans l'Atlantique et l'Indo-Pacifique, mais beaucoup plus rare en mer Rouge. Dans l'océan Pacifique, on le trouve de la Basse Californie à l'Équateur. Il est à la fois côtier et semi-pélagique selon les régions et les stades de vie, affectionnant des profondeurs comprises entre la surface et jusqu'à potentiellement plus de 250 mètres, mais généralement autour de 30m. Il apprécie plus particulièrement les eaux boueuses ou à forte turbidité, par exemple à embouchure d'un fleuve après un cyclone tropical. 
Il partage avec le requin du Gange une osmorégulation faisant de lui un poisson euryhalin, donc ayant la possibilité de s'acclimater aux eaux hyper- ou hyposalines, comme des fleuves ou lagunes,. On l'observe de facto en amont de nombreux grands fleuves tropicaux et subtropicaux d'Asie, Afrique, Australie et Amérique  dont notablement : 
- au Pérou, dans l'Amazone, à plus de 5 000 km de l'embouchure[10],[9];
- à près de 3 000 km de l'embouchure du Mississippi[9];
- au Mozambique, Zimbabwe et en Zambie, dans le Zambèze, jusqu'à plus de 1 000 km de l'embouchure[9];
- à plus de 850 km de l'embouchure du fleuve Jubba, en Somalie, ou du Tigre en Irak[9];

Dans le Gange, il est sympatrique avec le requin du même nom, rendant confuse la distribution des deux espèces et les observations réalisées au moins jusqu'au milieu du XXe siècle.
Remarquablement, le requin-bouledogue est aussi présent dans le lac Nicaragua (lac d'eau douce) où il a été longtemps considéré comme une espèce endémique sous le nom scientifique de Carcharhinus nicaraguensis. Il semble néanmoins effectuer des trajets entre la mer des Caraïbes et le lac.
Dans le fleuve Brisbane, en Australie, sa population est estimée à plus de 500 requins-bouledogues. De manière anecdotique, l'un d'entre eux aurait été vu nageant dans les rues inondées de Brisbane (Queensland) pendant les inondations de 2010-2011, et plusieurs ont été aperçus un peu plus loin dans l'une des rues principales de Goodna. 
Un nombre encore plus important se trouve plus au Sud, dans les canaux de la Gold Coast, dans le Queensland.
Dans les territoires français, des études de 2012-2013 démontrent que les requins-bouledogues sont désormais très présents autour de la Réunion. Ils semblent avoir fait de l'île un site de reproduction entre mars et juin.

## Reproduction
Le requin-bouledogue est vivipare. Son embryon est nourri directement par l'organisme de la mère pendant les 10 mois de la gestation. Les nouveau-nés (jusqu'à 13) sortent entièrement formés du corps de la mère. Ils mesurent de 56 à 81 cm. Ils sont euryhalins dès leur naissance (terme qui désigne les espèces capables de supporter de grandes différences de la salinité de l’eau). La maturité sexuelle est atteinte vers 6 ans, quand les requins atteignent environ 190 cm. Le requin bouledogue est très agressif pendant la période de reproduction.

## Alimentation

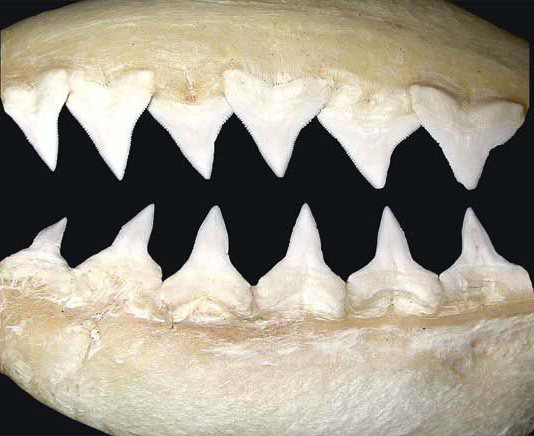
Dents.

Le requin-bouledogue dispose d'une denture composée de dents supérieures larges, triangulaires et très dentelées, et de dents inférieures verticales et pointues. Ses mâchoires robustes peuvent exercer une force d'environ 6 000 N (le poids d'une masse de 612 kg), constituant une des morsures les plus puissantes chez les squales.
Le requin-bouledogue se nourrit d'autres requins, de raies, de carangues, de tortues marines et de dauphins.

## Menaces et conservation
L'UICN (23 janvier 2023) classe l'espèce en catégorie VU (vulnérable) dans la liste rouge des espèces menacées depuis 2021. Victime (parfois collatérale) de la pêche et de la dégradation de son habitat, le requin-bouledogue a subi un déclin 30 à 49 % de sa population en moins de 80 ans.

## Implication dans des attaques envers l'homme
Le requin-bouledogue a la réputation, avec le Grand requin blanc et le requin-tigre, d'être le squale le plus impliqué dans des attaques sur l'homme. 
En particulier à La Réunion, sur les 21 attaques (dont 9 mortelles) recensées de 2011 à janvier 2019, la très grande majorité lui a été attribuée au vu des morsures caractéristiques que laisse sa mâchoire asymétrique.
Il est vraisemblablement l'auteur des nombreuses attaques longtemps imputées au requin du Gange dans le fleuve du même nom.
Des rumeurs propageant l'idée que les mâles de cette espèce auraient le taux de testostérone le plus élevé du règne animal ne sont pas fondées, même si certains mâles peuvent atteindre un taux d'hormone très élevé, comme d'autres poissons, en période de reproduction.
Le 6 juillet 2001, un requin bouledogue a attaqué un jeune garçon du Mississipi, ce qui a été l'évènement déclencheur de la vague médiatique de l'été du requin. Pendant plusieurs mois, de nombreux médias américains ont présenté de manière sensationnaliste des attaques de requin,,,,.